# Salzbergwerk

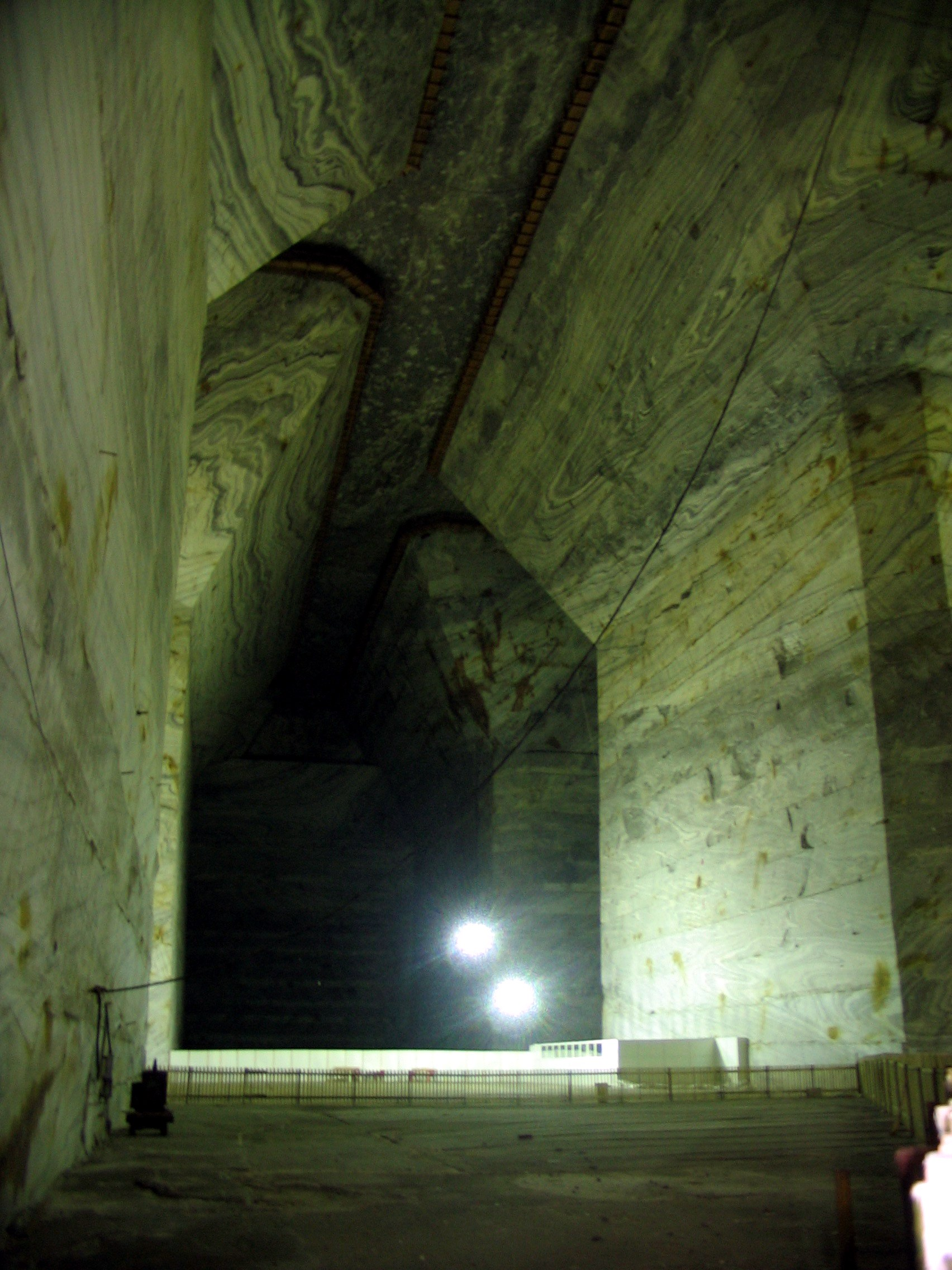
Abbaukammer im Salzbergwerk von Slănic in Rumänien (nach der Umgestaltung in ein Besucherbergwerk). Die Aufbauten im Hintergrund lassen die Dimensionen erahnen.

Ein Salzbergwerk ist ein Bergwerk zum Zweck der Gewinnung von Stein- und/oder Kalisalz.

## Abbauverfahren

### Trockenabbau

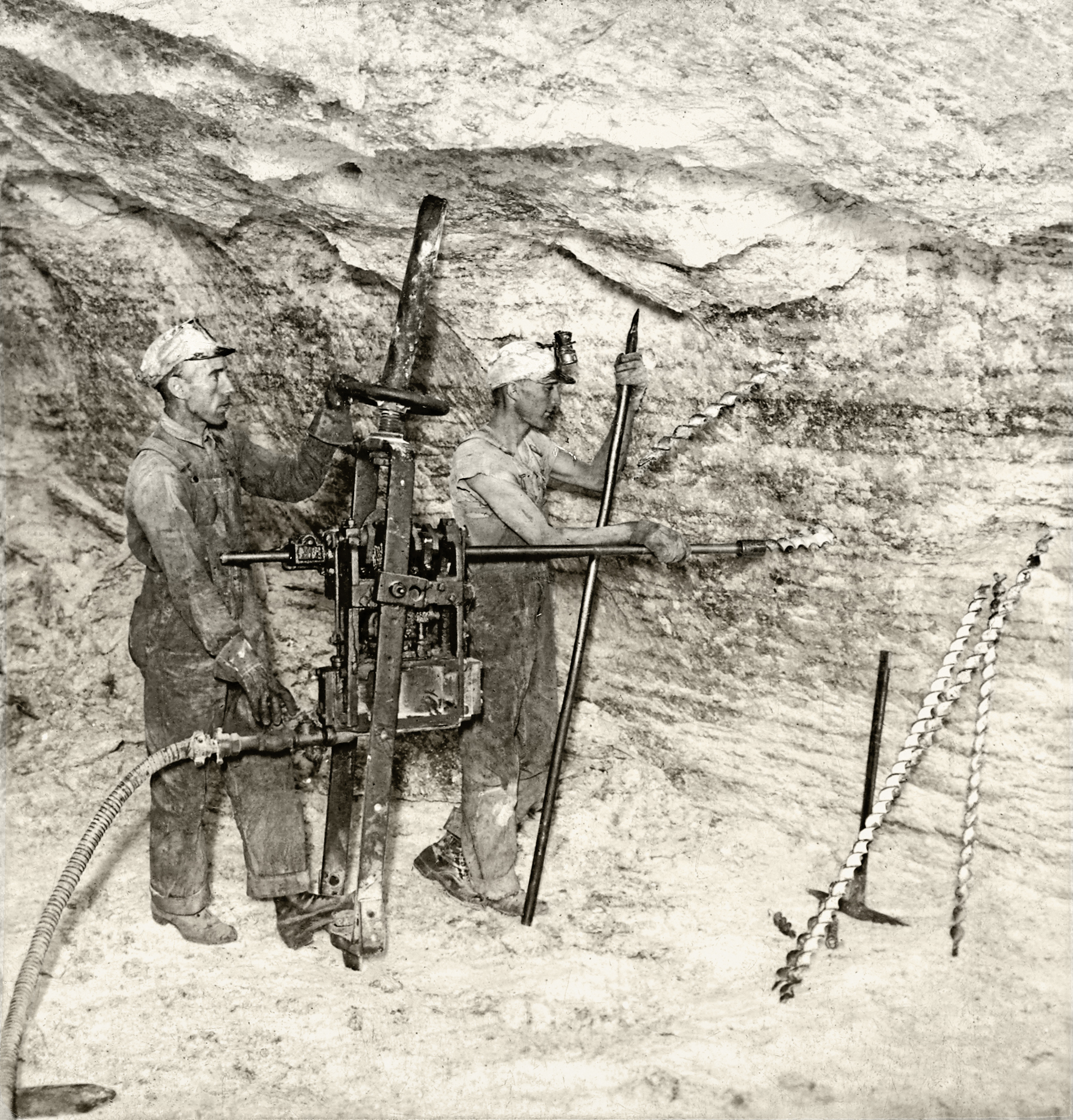
Historische Aufnahme des Salzabbaus mit Pressluftbohrhammer in einem Bergwerk in Kansas, USA (1910er oder frühe 1920er Jahre)

Das Salzgestein wird durch Bohr-, Spreng- und Schrämmarbeiten abgebaut. Dabei bleiben Salzfesten stehen, die die entstehenden zum Teil sehr großen Hohlräume sichern (Kammerbau). Durch mechanische Zerkleinerung, Flotation, Sedimentation sowie Löse- und Rekristallisationsverfahren (Gradierwerk) wird das gewonnene Salz aufbereitet.

### Nassabbau
Besonders wirtschaftlich ist die Salzgewinnung durch Lösung des Salzes mittels Wasser, früher mittels Sinkwerken, heute in Bohrspülwerken. Aus der so gewonnenen Sole wird in der Saline Salz erzeugt (etwa im Salzbergwerk Berchtesgaden). In Norddeutschland werden Salzstöcke angebohrt und ausgelaugt. Wenn die Sole nicht, wie beispielsweise im Salzstock Lesum, einfach in Oberflächengewässer abgelassen wird, wird das Salz in Salinen gewonnen. Die so im Salz entstandenen großen Hohlräume können etwa als Gas- oder Erdöllager oder für Abfalllagerung genutzt werden.

### Bergtechnisches
Im Vergleich zum Erz- oder Steinkohlenbergbau stellt Wasser für ein Salzbergwerk eine noch größere Gefahr dar. Eindringendes Grund- oder Sickerwasser würde das Salz auflösen und damit die Grubenbaue zerstören. In einem intakten Salzbergwerk ist es also trocken. 

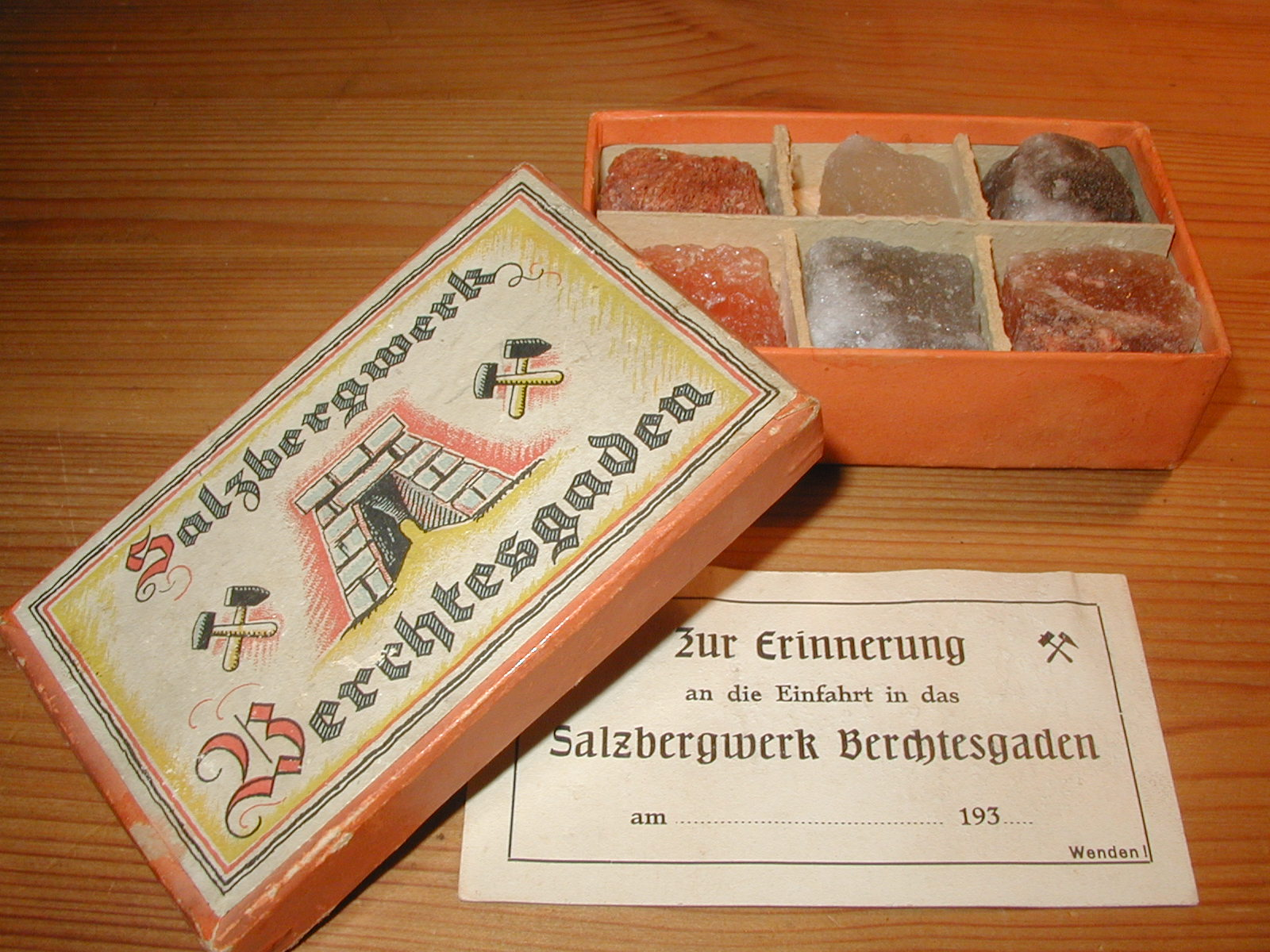
Souvenirsalzsteine aus dem Bergwerk Berchtesgaden

Tritt Feuchtigkeit auf, muss geprüft werden, ob es sich um Süßwasser oder Salzwasser handelt. Bei Süßwasser oder ungesättigter Salzlösung ist größte Gefahr gegeben, da mit weiteren Auflösungserscheinungen zu rechnen ist und der Wasserzustrom größer werden kann. Wird gesättigte Salzlösung angetroffen, die noch aus der Entstehungszeit der Salzlagerstätte stammt, besteht keine Gefahr, da diese kein weiteres Salz auflösen kann.
Am Beispiel der Ausspülung des Salzstockes von Wapno (1977) und des Lake Peigneur (1980) wird deutlich, welche Gefahren durch unkontrolliertes Eindringen größerer Wassermengen in ein Salzbergwerk (vgl. Absaufen) entstehen können.
Erwähnenswert ist auch die häufige Nachnutzung von Salzbergwerken. Wenn sich der Abbau nicht mehr lohnt, werden einige Salzbergwerke wegen spezifischer Eigenschaften des Salzes als Endlager für Abfälle, die zuverlässig von der Biosphäre abgeschlossen sein müssen, genutzt. Auch eine Lagerung radioaktiver Abfälle ist im Salz möglich, wenn auch nicht zwangsläufig sicher, wie der Salzlösungzutritt in die Forschungs-Atommülldeponie Asse bei Wolfenbüttel beweist. Immer häufiger werden sie außerdem als Heilstollen genutzt.
Die Halurgie (griech.; auch Halotechnik, Salzwerkskunde) ist die historische Bezeichnung für die Lehre von der Gewinnung des Salzes.

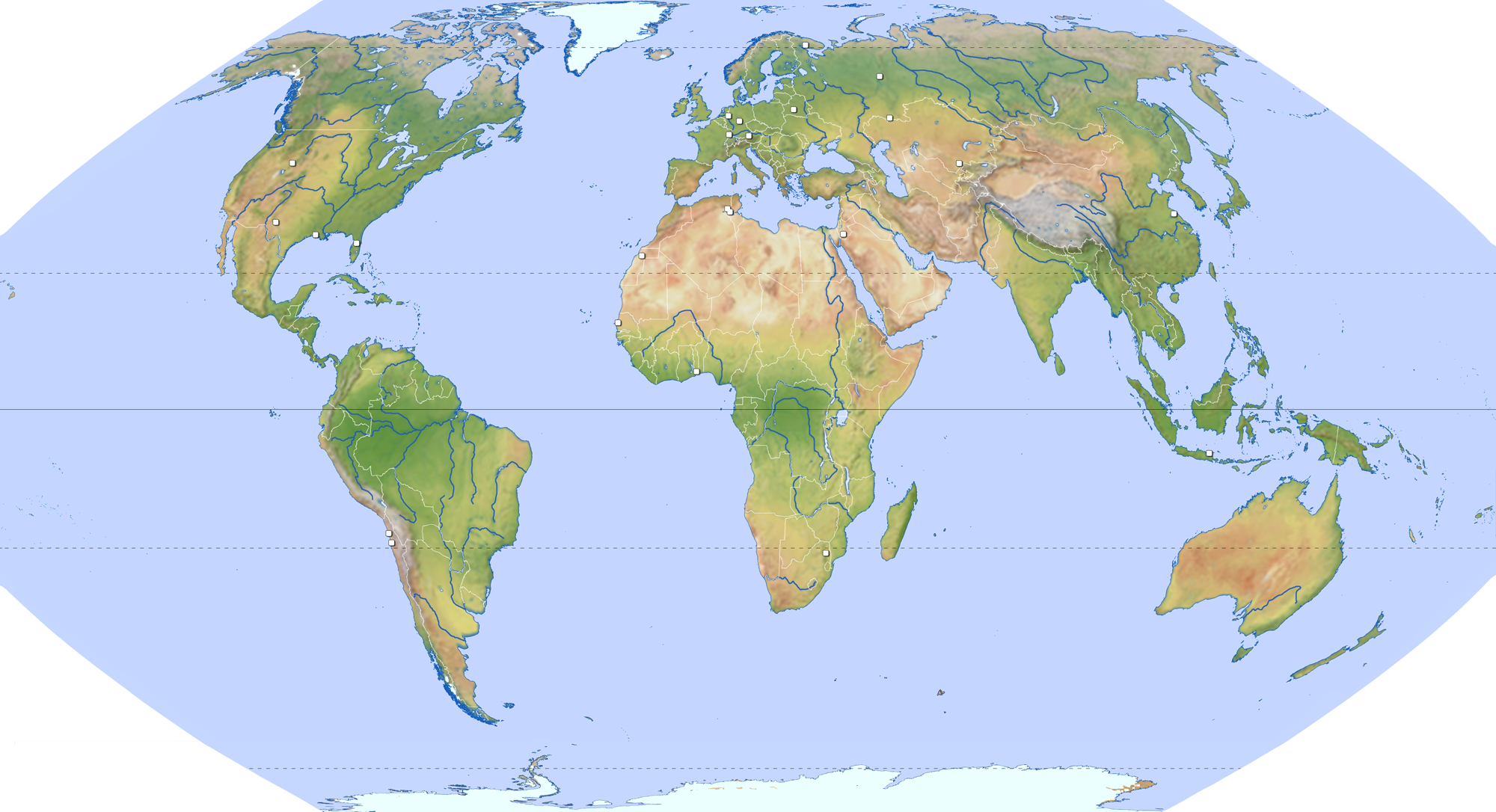
Wo werden Salze gefördert?
(Der Basisquelle für diese Karte ist keine genauere Unterscheidung der Salze zu entnehmen)
Wenn Sie eine detailliertere Weltkarte zum Bergbau „frei verschiebbar“ im Großformat (5,6 MB) betrachten möchten, folgen Sie diesem Link

## Geschichte
Eines der ältesten Salzbergwerke befindet sich im polnischen Wieliczka (Groß Salze). Eine Salzsiederei gab es dort ab etwa 3500 v. Chr., unterirdischer Abbau fand seit dem 13. Jahrhundert statt. Aus der Bronzezeit gibt es umfangreiche Funde am Hallstätter Salzberg bei Hallstatt im Salzkammergut (Typlokalität der Hallstattzeit). In der frühen Eisenzeit (bis etwa 400 v. Chr.) begann am Dürrnberg (Halleiner Salzberg bei Salzburg) der Untertagesalzabbau. In der jüngeren Eisenzeit zeigte dieser Salzabbau am Dürrnberg bereits industrielle Züge, das Bergwerk war bis 1989 (also 2½-tausend Jahre) weitgehend durchgehend in Betrieb, und ist heute Schaubergwerk.

### Deutschland

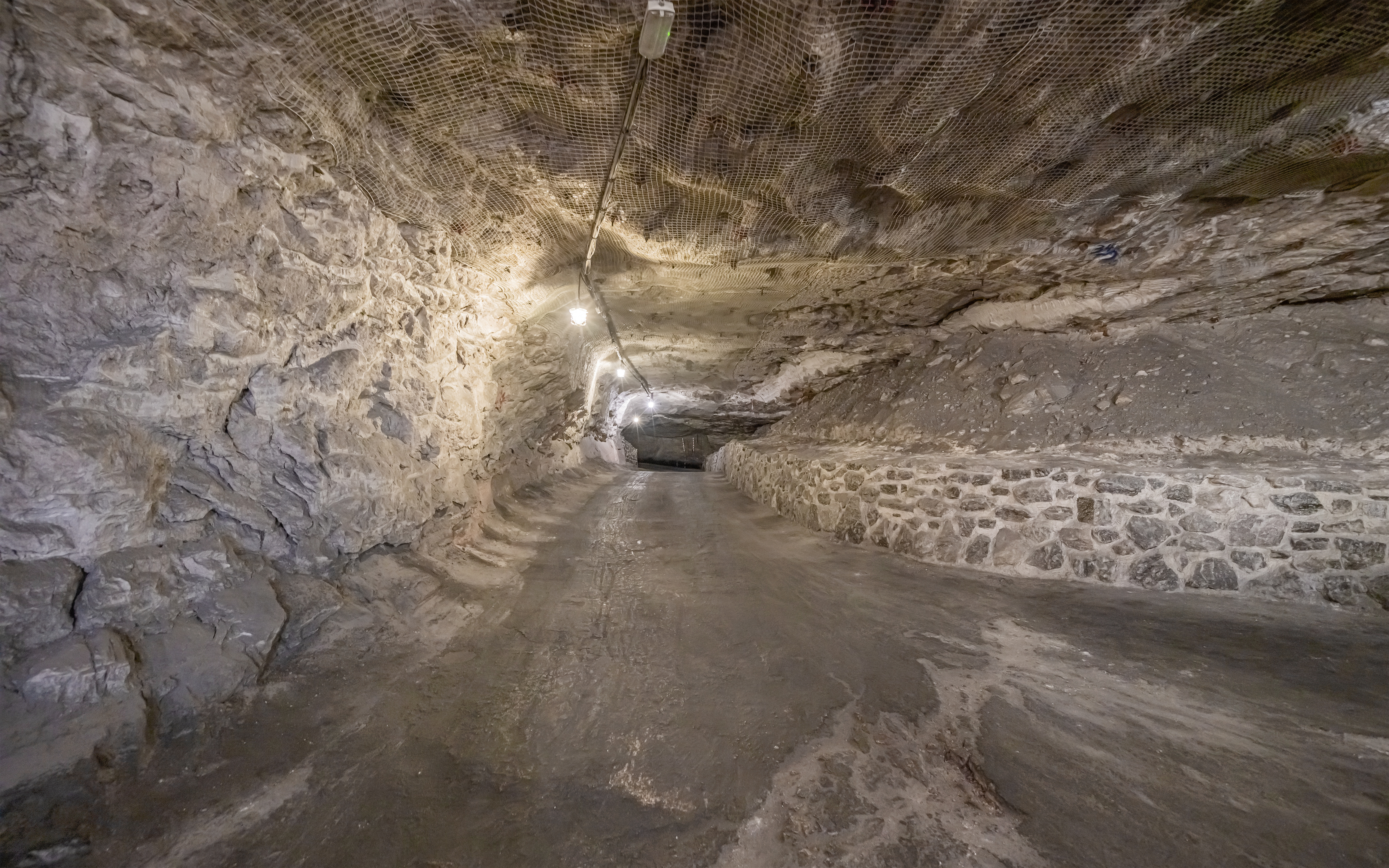
Kaliwerk Merkers, heute ein Schaubergwerk und Teil des Kaliwerks Werra

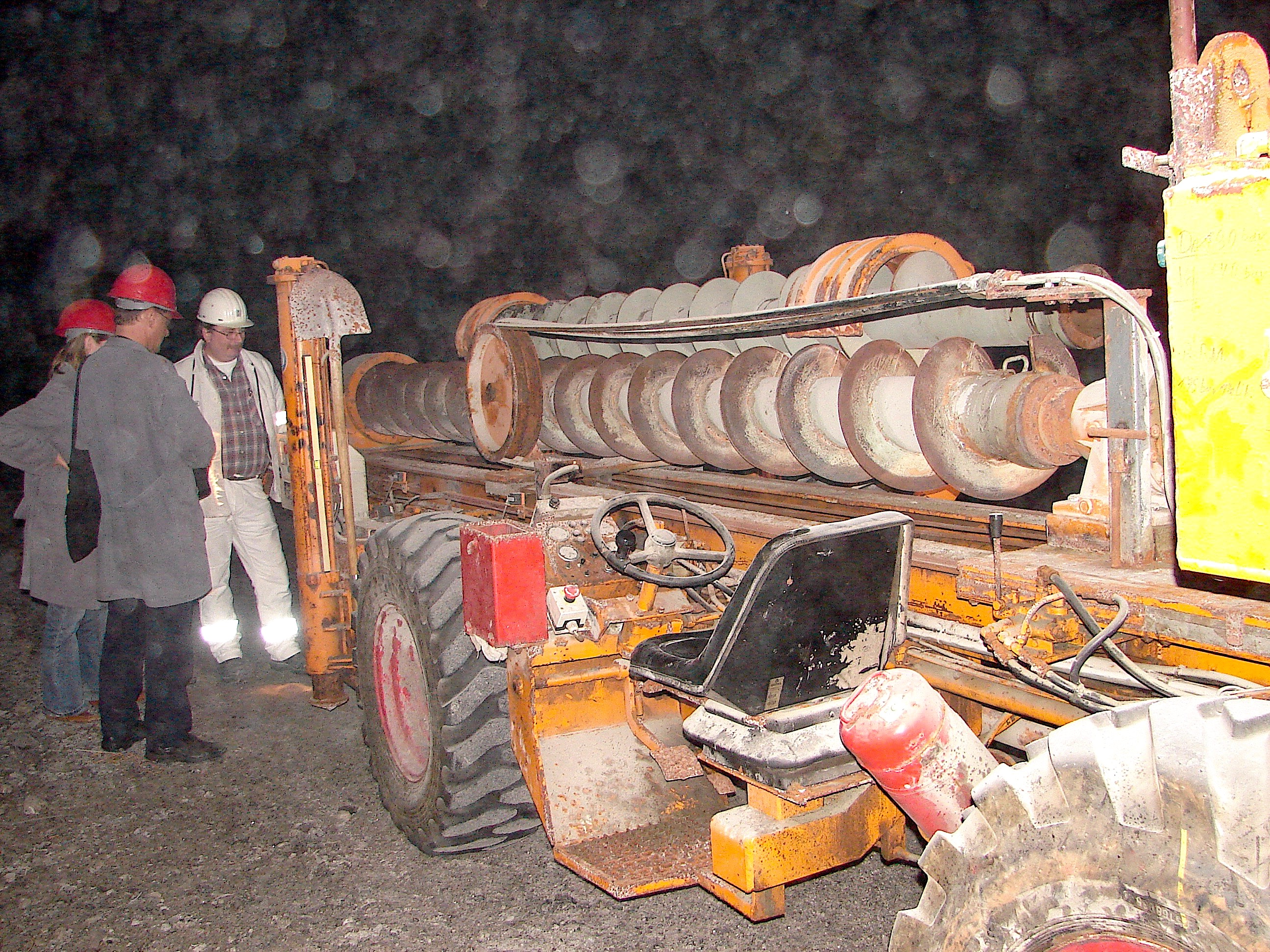
Großbohrwagen für Bohrlochsprengung im Salzbergwerk Stetten

Im Salzbergwerk Berchtesgaden wird bereits seit über 500 Jahren Steinsalz abgebaut, im Salzbergwerk Bad Friedrichshall (Heilbronn) und im Salzbergwerk Stetten (Haigerloch, Zollernalbkreis) seit dem 19. Jahrhundert. In großem Stil wird in Deutschland noch in Bernburg Steinsalz abgebaut.
Bekannt in Deutschland sind die Kalibergbaugebiete des Süd- und Ostharzes, die Förderung ist dort jedoch eingestellt. Im Werra-Gebiet, Hattorf, Wintershall, Unterbreizbach sowie Merkers besteht als Verbundbergwerk Werra das weltweit modernste und größte Kalisalzbergwerk. Ebenfalls von großer Bedeutung ist das Kalirevier von Zielitz (bei Magdeburg). Auch im Raum Hannover, Werk Sigmundshall, lief bis vor wenigen Jahren ein Kalibergwerk. Teile des Kaliwerkes Werra, Standort Merkers, können als Besucher- und Erlebnisbergwerk untertage besichtigt werden.
In Nordrhein-Westfalen wird im Salzbergwerk Borth in der Nähe von Wesel Steinsalz abgebaut.
Die Salzpfanne wurde beim Erschließen von linksrheinischen Steinkohlevorkommen entdeckt und wird seitdem ausgebeutet.
Große Mengen Kalisalze wurden auch nahe Mülhausen im Elsass abgebaut. Da der Untertagebau im Kalirevier im Elsass ab 1992 nicht mehr rentabel war, wurden die Förderanlagen abgestellt.
Der veraltende Begriff für den Anteil eines Pfänners an einem Salzwerk ist ein Kot, es konnte etwa die Länge von 35 Schuh, eine Höhe von 20,5 Schuh und eine Breite von 49 Schuh haben.